# Smermisia holdridgi
Smermisia holdridgi là một loài nhện trong họ Linyphiidae.
Loài này thuộc chi Smermisia. Smermisia holdridgi được František Miller miêu tả năm 2007.